# غريدفول
غريدفول (بالإنجليزية: Greedfall)‏، هي لعبة فيديو من نوع أكشن تقمص الأدوار، وهي من تطوير ستوديو سبايدرز الفرنسية، والذي نشره شركة فوكس هوم انتراكتيف، تم إصدار اللعبة في الأسواق العالمية بتاريخ 10 سبتمبر 2019، والتي تعمل على منصات بلاي ستيشن 4، إكس بوكس ون ومايكروسوفت ويندوز.

## روابط خارجية
- غريدفول على موقع IMDb (الإنجليزية)